# 聖安東尼奧德科爾特斯
聖安東尼奧德科爾特斯（San Antonio de Cortés），是洪都拉斯的城鎮，位於該國西北部，由科爾特斯省負責管轄，始建於1837年，面積221.08平方公里，海拔高度592米，2001年人口19,158，人口密度每平方公里86.66人。
15°07′N 88°02′W / 15.117°N 88.033°W